# Знесолення вугілля
Знесолення вугілля (рос. обессоливание угля, англ. desalting of salty coal, нім. Entsalzung f der Salzkohle f) — процес або група процесів, спрямованих на зменшення вмісту солей, в першу чергу NaCl та KCl у солоному вугіллі, які при спалюванні обумовлюють активну корозію робочих частин котлоагрегату та шкідливі викиди. Роботи з розробки процесів знесолення, облагороджування та використання вугілля солоного ведуться у ряді країн.
У Німеччині та США апробовано спалювання розубоженого (збідненого) солоного вугілля. Ряд технічних рішень передбачають спеціальні добавки до солоного вугілля (силікати лужних металів, кремнієві кислоти, кварц, оксид магнію, веруліт тощо), які знижують негативну дію солей при їх спалюванні. В Україні розроблено спосіб облагороджування цього вугілля пароповітряною та паровуглекислотною газифікацією в киплячому шарі, а також методом газифікації, в Німеччині — шляхом напівкоксування вугілля, в США, Україні, ФРН проведені досліди зі скраплення солоного вугілля (вихід цільових фракцій на рівні 72-81 %). Лідером розробки технологій знесолення вугілля є Україна.
Вітчизняні технології базуються на водній промивці вугілля до кондиційного вмісту солей (за Na2O до 0,3-0,4 % на суху масу вугілля), зокрема в процесі гідротранспортування та у поєднанні з технологією масляної агрегації. Крім того, розроблена і апробована схема комплексного використання солоного вугілля, яка включає вилучення солей гумінових кислот, газифікацію ентгумінованого вугілля діоксидом вуглецю. Всі роботи знаходяться на стадії лабораторних, стендових або пілотних (полігонних) досліджень. В Україні проблему знесолення та облагороджування солоного вугілля вивчали Інститут мінеральних ресурсів, Інститут органічної хімії та вуглехімії НАН України, Інститут проблем енергозбереження НАН України, Дніпропетровський хіміко-технологічний університет, Донецький державний технічний університет, НВО «Гаймек».